# Mémorial des victimes de la catastrophe aérienne de Charm el-Cheikh
Le Mémorial des victimes de la catastrophe aérienne de Charm el-Cheikh est un mémorial commémorant les 148 victimes de la castrophe aérienne du vol Flash Airlines 604, installé au cimetière du Père-Lachaise, à Paris en France.

## Catastrophe aérienne
Le 3 janvier 2004, le vol Flash Airlines 604 appartenant à la compagnie aérienne Flash Airlines est victime d'un accident au large de la station balnéaire de Charm el-Cheikh, tuant tous les occupants du vol, soit 148 personnes, dont 134 français.

## Monument aux morts
Le Conseil municipal de Paris adopte en avril 2006 l'attribution, à titre gratuit, d'un terrain situé au cimetière du Père-Lachaise au bénéfice de l'Association de défense des familles des victimes de la catastrophe de Charm el-Cheikh, afin d'y édifier un monument commémoratif en souvenir des victimes de cette catastrophe aérienne. Le terrain est situé dans la 77e division, sur l'avenue circulaire, en limite du jardin du Souvenir. Le monument est à proximité immédiate du monument aux victimes de l'attentat contre les DC-10 au Niger 1989 et du monument aux victimes de la catastrophe aérienne du Venezuela 2005.
Le monument a été inauguré le 3 janvier 2007, trois ans après la castrophe. Les noms des victimes sont gravés en lettre d'or sur quatre grandes stèles. Sur la base du monument se trouve l'inscription :

« À la mémoire de nos proches victimes de la catastrophe aérienne de CHARM EL CHEIKH 3 janvier 2004 »

## Sépulture

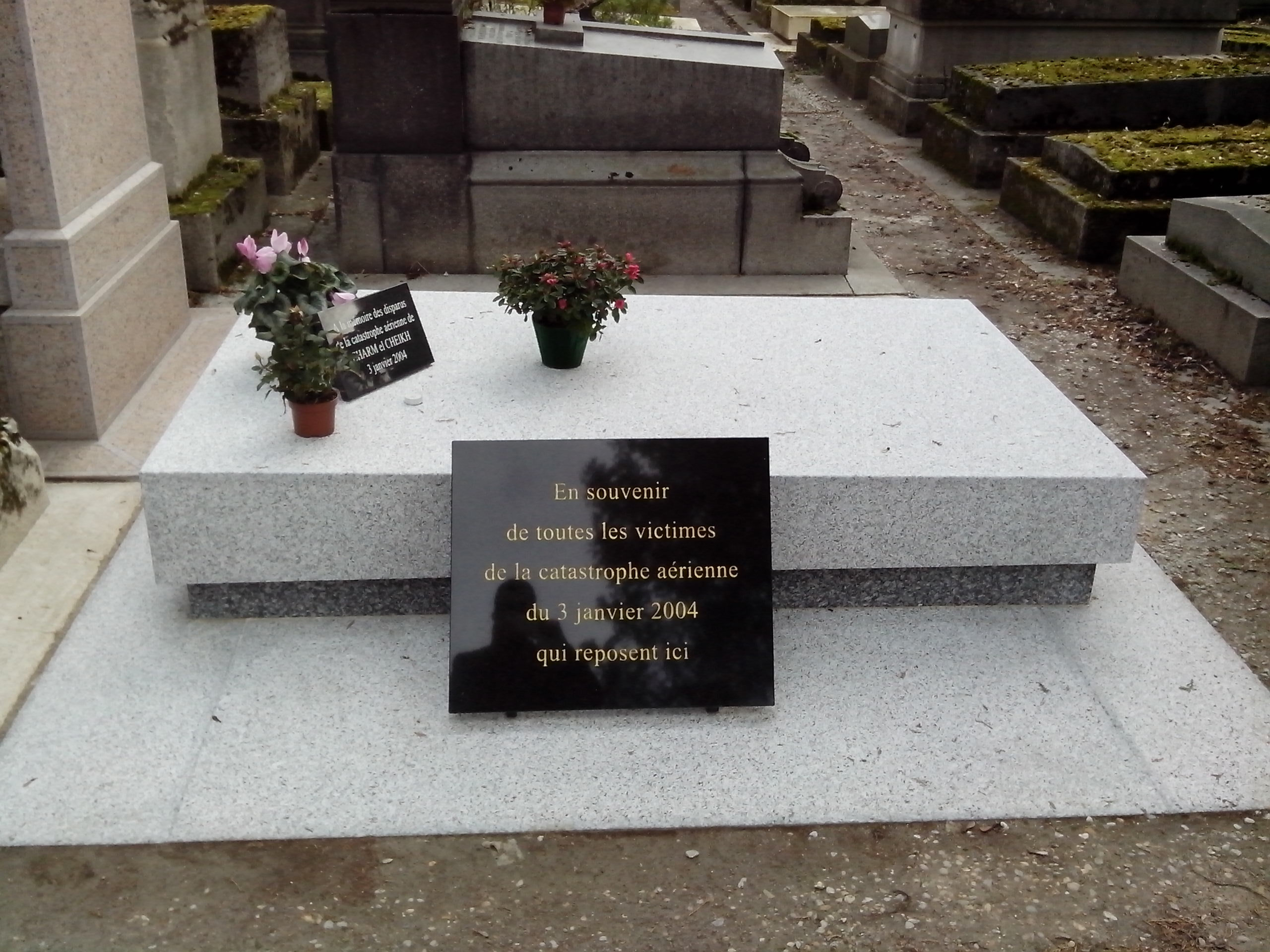
Sépulture

Le 4 décembre 2008, les derniers restes humains non identifiés des 134 victimes françaises ont été rapatriés en France. Trois caisses contenant environ 250 kilos d'éléments biologiques et non biologiques ont été acheminées par avion depuis l'Institut médico-légal du Caire. Au total une trentaine de victimes n'ont pu être identifiées.
L'association des familles des victimes entreprend des démarches auprès de la mairie de Paris, afin que ces éléments humains non identifiés puissent être inhumés près du mémorial érigé en hommage aux victimes, au Père-Lachaise. La Mairie refuse au motif que le Code des communes interdit à une municipalité de concéder un emplacement à une personne morale, à une association en l’occurrence. À la place, la Mairie propose de les inhumer au carré des indigents du cimetière parisien de Thiais, dans le Val-de-Marne.
À la suite de ce refus, l'association se tourne en octobre 2007 vers Nicolas Sarkozy, président de la république et le 3 janvier 2008 Bernard Kouchner, ministre des Affaires étrangères. La Mairie propose une solution et l'inscrit à l'ordre du jour du Conseil municipal du 20 octobre 2008. Mais les contraintes étant jugées trop importantes pour les familles des victimes, la délibération est retirée. L'association se tourne alors vers le ministère de l'intérieur chargé de la législation funéraire.
Finalement, le dossier se débloque sans recourir à une évolution du droit — ce qui nécessite un délai important. Le Conseil municipal adopte une délibération en décembre 2009 pour mettre à la disposition de l'association des victimes un terrain pour y inhumer les restes, identifiés ou non, des victimes. Cette sépulture est située dans la 41e division, sur l'avenue Greffulhe.

Les restes non identifiés des victimes de la catastrophe aérienne ont été inhumés le 22 décembre 2009, en présence de quelque 150 membres et proches des familles de victimes. Il s'agit d'une pierre tombale blanche comportant une grande plaque avec l'inscription : 

« En souvenir de toutes les victimes de la catastrophe aérienne du 3 janvier 2004 qui reposent ici »

 et une plus petit plaque comportant l'inscription : 

« À la mémoire des disparus de la catastrophe aérienne de CHARM el CHEIKH 3 janvier 2004 »